# 內沙拉伯德烏帕齊拉
內沙拉伯德乌帕齐拉是孟加拉国比羅傑布爾縣的一个乌帕齐拉，位於巴里薩爾专区的比羅傑布爾縣。。

## 人口
據1991年孟加拉國人口普查，內沙拉伯德共有戶數40,792戶，人口202520人。其中男性佔比49.54%，女性佔比50.46%；成年人口107,488人。該地7歲以上人口之平均識字率為50.8%。